# Emilia chiovendeana
Emilia chiovendeana là một loài thực vật có hoa trong họ Cúc. Loài này được (Muschl.) Lisowski mô tả khoa học đầu tiên năm 1991.